# Orde van Haider

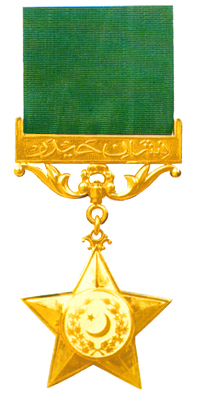
Onderscheiding van de Orde van Haider.

De Orde van Haider (Nishan-i-Haider of Order of Haider) is een Pakistaanse ridderorde die op 16 maart 1957 gesticht werd door de Pakistaanse President Iskandar Mirza. De orde kent een enkele graad en wordt verleend aan militairen, voor uitzonderlijke dapperheid in het oog van de vijand. De onderscheiding kan toegekend worden aan militairen van landmacht, luchtmacht en marine, ongeacht hun rang. Het lint is groen en de dragers mogen de letters "NH" achter hun naam plaatsen.
De onderscheiding werd tot 2008 tienmaal toegekend, in alle gevallen was dat postuum.
De benaming Nishan-i-Haider is te vertalen als "Orde van de Leeuw". De drager van de Nishan-i-Haider draagt de titel Ghazi, de postuum gedecoreerden worden Shaheed of martelaar genoemd.